# ورزشگاه کریون کاتج
ورزشگاه کریون کاتج (انگلیسی: Craven Cottage) یک ورزشگاه فوتبال در منطقه فولام لندن، انگلستان است.
این ورزشگاه که در سال ۱۸۹۶ تأسیس شده دارای ۲۵٬۷۰۰ نفر ظرفیت است و ورزشگاه باشگاه فوتبال فولام محسوب میشود.

## نگارخانه

حدود ۱۹۰۰ میلادی
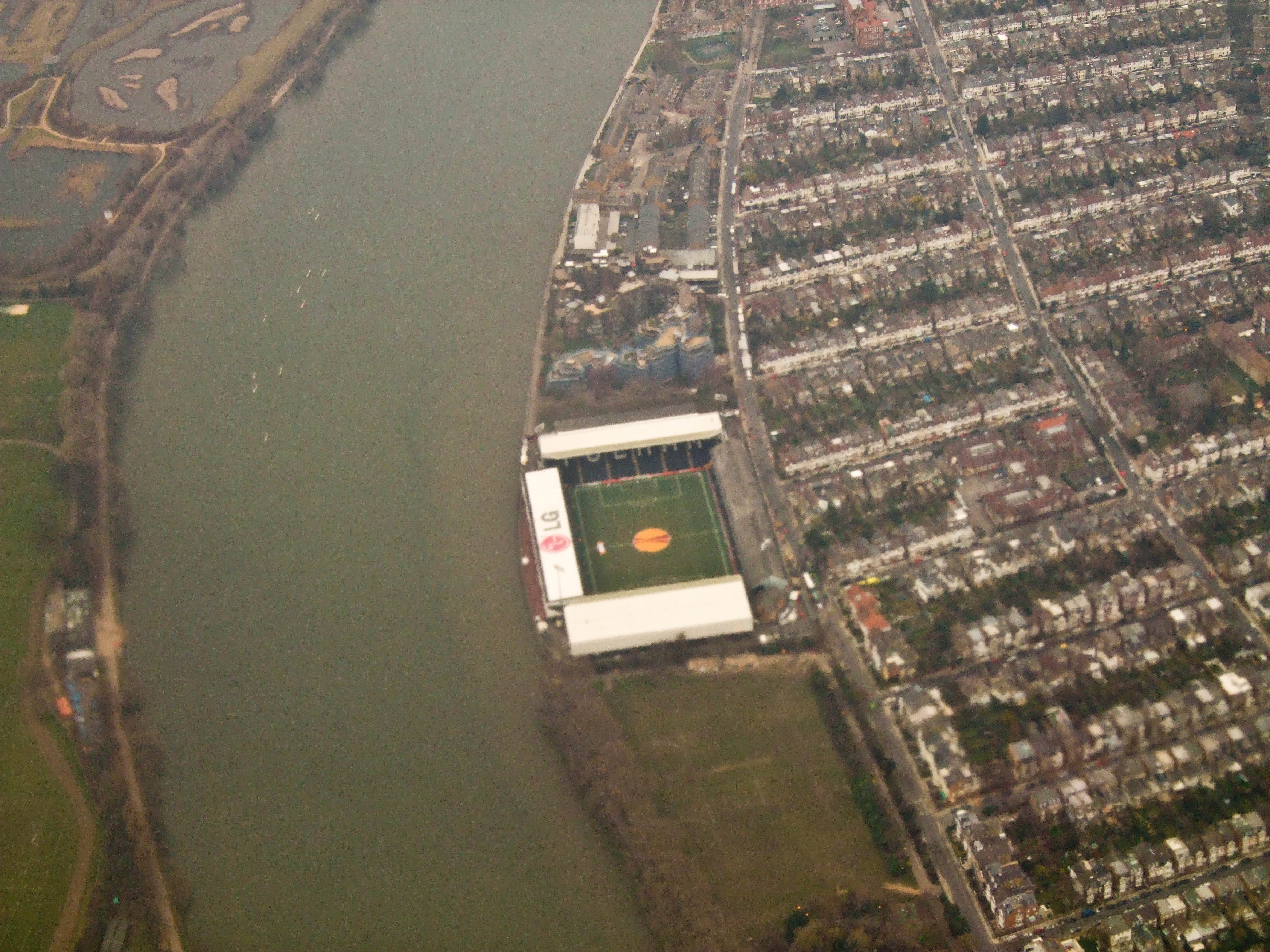
نمای هوایی از ورزشگاه
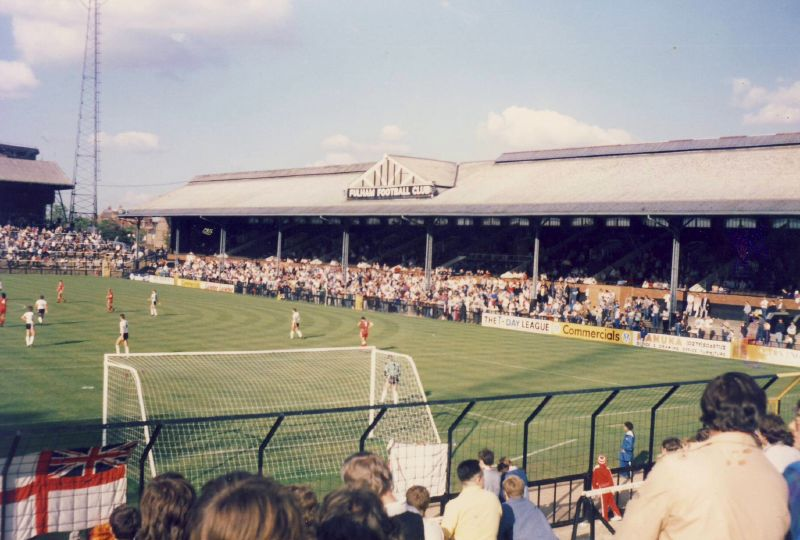
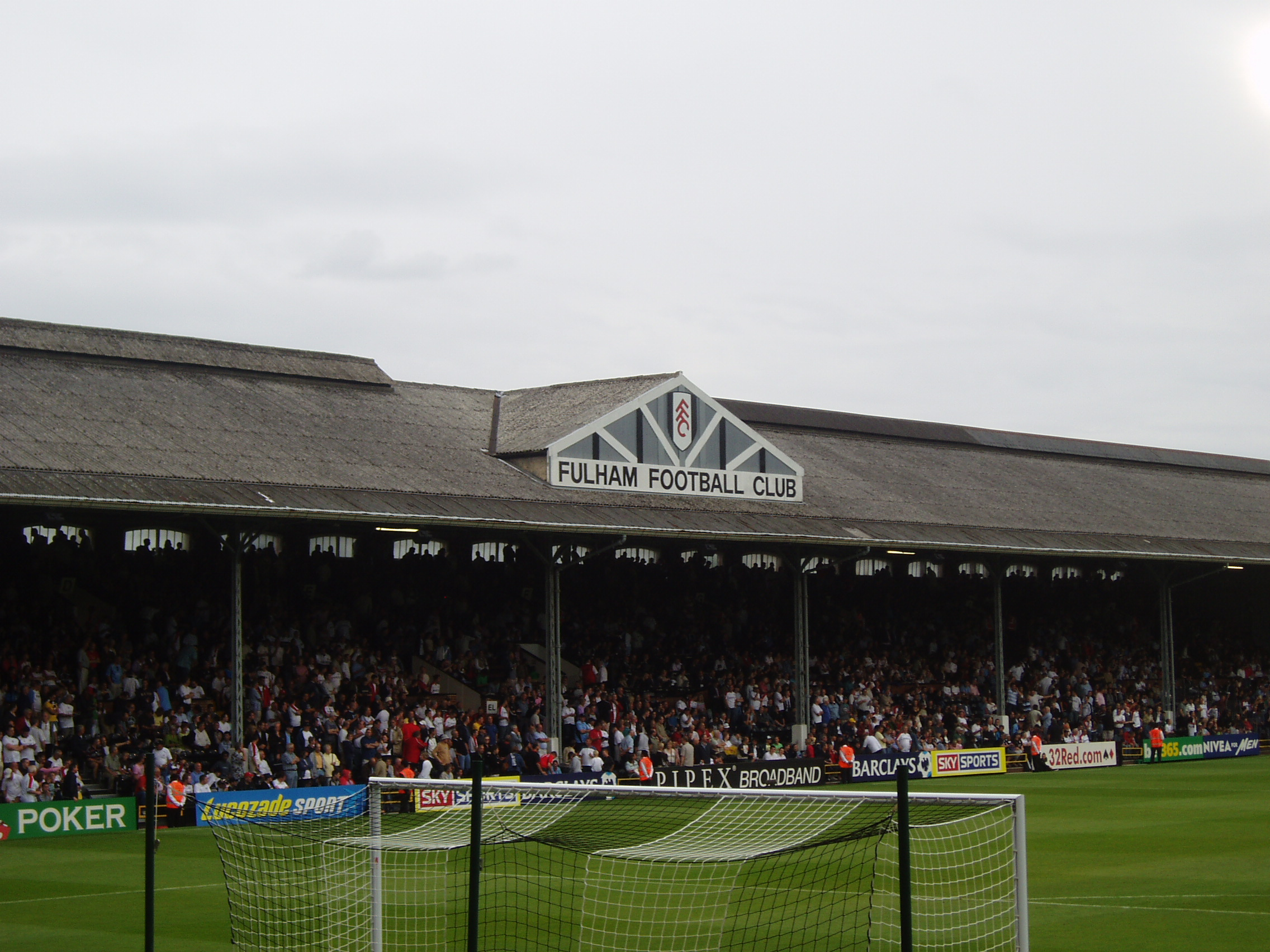
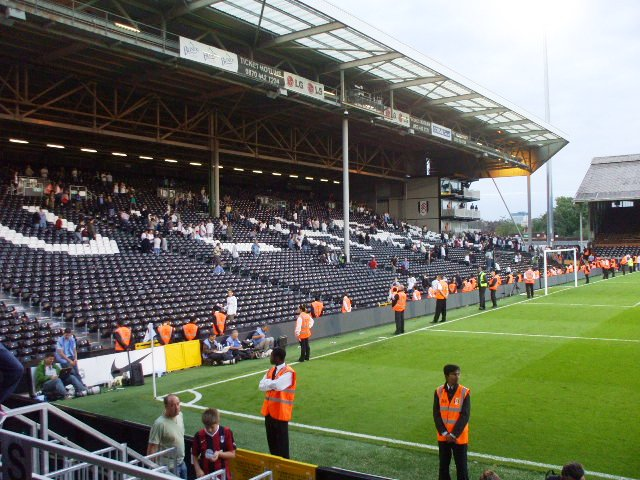
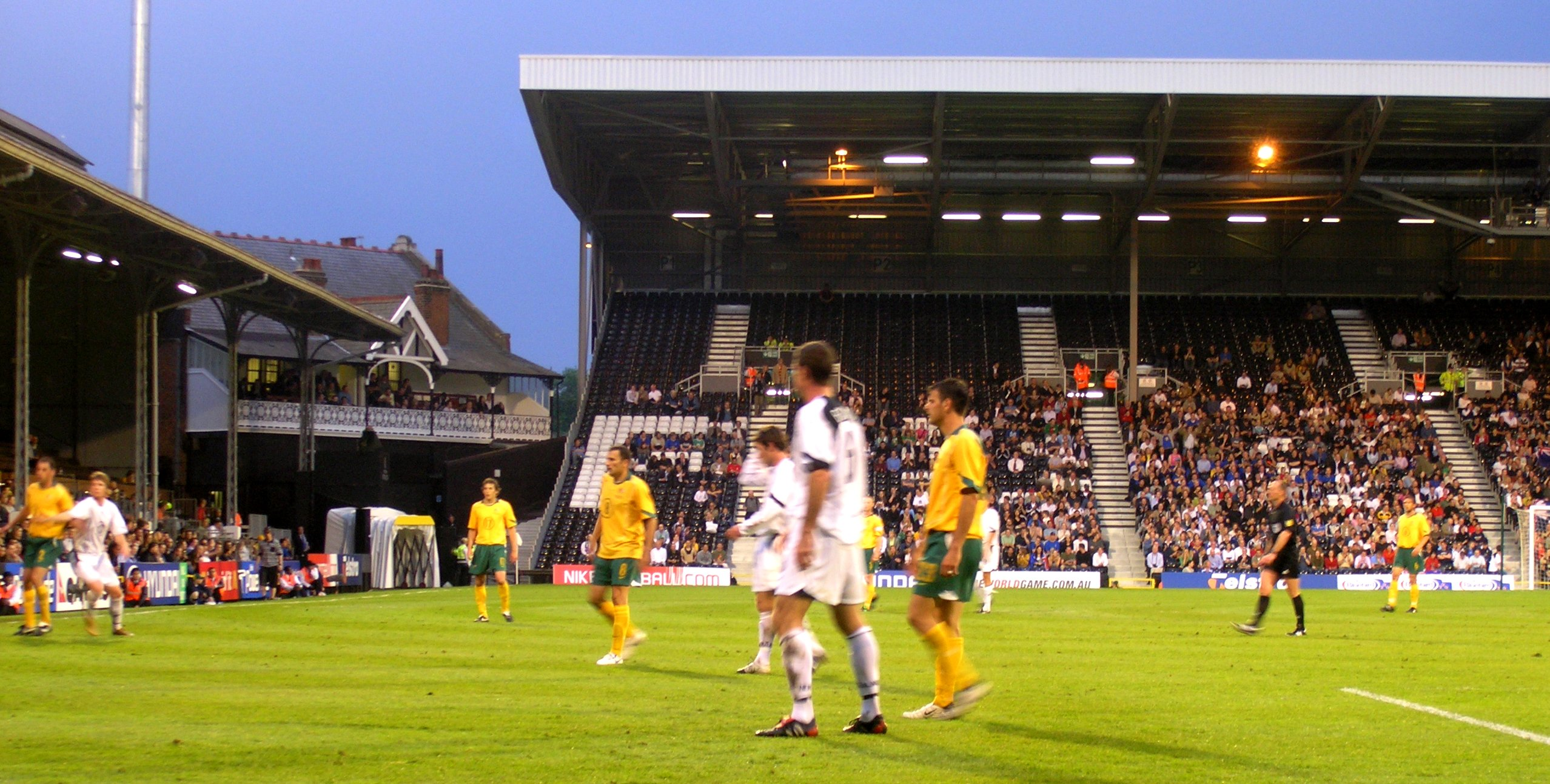
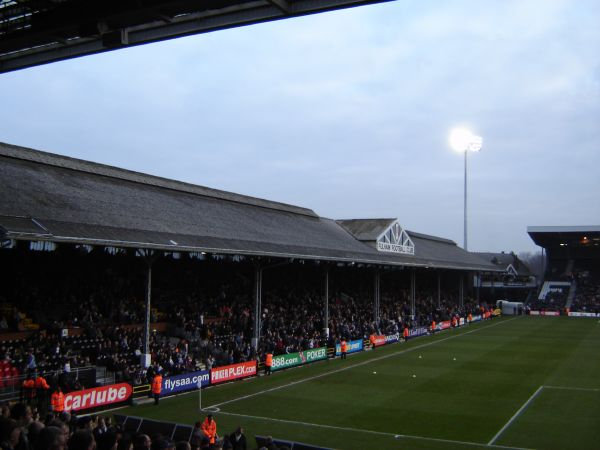